# Les Baisers d'amour
Pour les articles homonymes, voir Romance (Debussy).
Les Baisers d'amour, ou Romance, est une mélodie pour voix et piano de Claude Debussy composée en 1881 ou 1882 sur un poème de Maurice Bouchor.

## Présentation
Les Baisers d'amour, ou Romance, est composé fin 1881 ou début 1882 sur un texte de Maurice Bouchor extrait du recueil Les Poèmes de l'amour et de la mer (Paris, Charpentier, 1876, p. 77-78, La Fleur des eaux, no XXXVI),.
L'incipit de l'œuvre est : « Non, les baisers d'amour ».
Le titre de « Les Baisers d'amour », repris du premier vers du poème (« Non, les baisers d'amour n'éveillent pas les morts ! »), a été donné arbitrairement par le musicologue François Lesure, qui a établi le catalogue des œuvres de Debussy, « pour des raisons de commodité de classement ». Le titre de « Romance » est celui donné dans la première édition de la partition supervisée par Denis Herlin chez Durand en 2012 (recueil « Quatre nouvelles mélodies », avec L'Archet, Le Matelot qui tombe à l'eau et Les Elfes).
Herlin relève que le poème est « une invitation à s'aimer sans plus attendre [...] dont le texte commence par ces baisers d'amour qui n'éveillent point les morts ». Musicalement, « Debussy conçoit un accompagnement aux couleurs finement ciselées ».
La durée moyenne d'exécution de la pièce est de deux minutes environ.
Dans le catalogue des œuvres du compositeur établi par François Lesure, la mélodie porte le numéro L 23 (48).

## Discographie
- Debussy Songs vol. 3, Jonathan McGovern (en) (baryton), Malcolm Martineau (piano), Hyperion Records CDA68016, 2014.
- Claude Debussy : intégrale des mélodies, 4 CD, Liliana Faraon et Magali Léger (sopranos), Marie-Ange Todorovitch (mezzo-soprano), Gilles Ragon (ténor), François Le Roux (baryton), Jean-Louis Haguenauer (piano), Ligia Digital, 2014[4],[5].
- Claude Debussy : The complete works, CD 19, Natalie Dessay (soprano), Philippe Cassard (piano), Warner Classics, 2018[6].